# Star Wars: Battlefront II (2005)
Star Wars: Battlefront II — компьютерная игра в жанре тактического шутера, созданная компанией «Pandemic Studios» и выпущенная компанией «LucasArts».

## Сюжет
Star Wars: Battlefront II создана по мотивам II—VI эпизодов фильма «Звёздные войны» и является продолжением игры того же издателя и разработчика Star Wars: Battlefront.

## Игровой процесс
Battlefront II принципиально похож на своего предшественника, хотя и с добавлением новой игровой механики. Общей целью, как и ранее, для большинства миссий является ликвидация вражеской фракции, однако, в режиме кампании добавлены разнообразные боевые задачи, выполнение которых является ключом к победе. Различия между Battlefront II и Battlefront в основном касаются увеличения количества игровых режимов (захват флага, сражение и завоевание), возможность поиграть за различных героев и злодеев, наличием у юнитов спринта и возможность кувырка вперёд.
Главным принципом игры является сражение двух армий. Цели битвы могут быть разными в зависимости от режима и варианта игры. Также в некоторых случаях в игре есть т. н. Fake Console, позволяющая игроку редактировать некоторые параметры боя. В данной игре битвы могут происходить как на поверхности планет, так и в космическом пространстве на орбите этих планет.

### Эры и противоборствующие стороны
Игра разделена на две эры, на каждую эру приходится по две противоборствующие армии:
- Эра Войн Клонов (англ. Clone Wars):
  - Галактическая Республика (англ. Old Galactic Republic) — армия клонов (англ. clones' army) — против
  - Конфедерации Независимых Систем (англ. Confederation of Independent Systems) — армия боевых дро́идов (англ. droids' army);
- Эра Галактической Гражданской Войны (англ. Galactic Civil War):
  - Повстанческий Альянс (англ. Rebel Alliance) — армия повстанцев (англ. rebels' army) — против
  - Галактической Империи (англ. Galactic Empire) — армия солдат Империи (англ. empire’s army).

Игра устроена так, что невозможна битва между армиями из разных эр, например, не может быть сражения между армией дроидов и повстанцев. Исключением является лишь режим «Кампания»: на планете Ками́но (англ. Kamino) имперская армия бьётся с реактивными пехотинцами из армии клонов, а на планете Мустафар (англ. Mustafar) имперцы уничтожают дроидов, соответственно над Мустафаром в космосе сражаются армады империи и дроидов.

## Игровые режимы

#### Кампания
«Кампания» (англ. Campaign) — игроку предстоит пройти 17 миссий. Каждая миссия начинается и заканчиваются показом внутриигрового ролика на движке игры, в котором голос бойца 501-легиона озвучивает происходящее. Во время игры звучит тот же голос, что и при постановке боевых задач для игрока.
Сюжет начинается во время событий Атаки клонов. Первая миссия стартует на Джеонозисе, где впервые столкнулись силы Республики и Конфедерации Независимых Систем. Игроку в составе элитного 501-го легиона предстоит пройти обучение. Игрока ознакомят с различными классами боевых единиц, научат управлять техникой, а в финале победить врага с помощью джедая Мейса Винду. Далее события стартуют спустя 3 года во время Эпизода III на Майгито, Фелуции, Кашиике и Утапау. В итоге на Корусанте игрок выполняет приказ 66, уничтожая джедаев и разрушая их библиотеку. Также в этой миссии Э́накин Скайуо́кер уничтожает остатки сопротивления в храме Джедаев. Далее 501-й легион находится в составе только образованной Империи и продолжает чистку укрывшихся джедаев на Набу. Затем силы Империи вынуждены сражаться на Ками́но против своих взбунтовавшихся братьев-клонов под руководством наёмника Бобы Фетта. После этого один из выживших Сепаратистов решил восстановить армию дроидов на Мустафаре, где был уничтожен 501-м легионом. Далее события идут параллельно истории и сражениям из Новой надежды и заканчиваются штурмом имперских войск Базы Эхо на планете Хот из Эпизода V.

#### Захват Галактики

Пример экрана обзора карты Галактики из варианта игры «Захват Галактики»

«Захват Галактики» (англ. Galaxy Conquest) — представляет собой смесь шутера с тотальной и экономической стратегией. Вначале игрок располагает одним флотом и ему принадлежат несколько звёздных систем, одна из которых является ключевой для игрока — главной базой. У противоположной стороны, за которую играет компьютер, всё также. Цель игры — поочерёдно передвигая флот по гиперпространственным туннелям от одной системе к другой, постепенно захватить их все. За каждую победу игрок (или компьютер) получает баллы (кредиты), на которые можно покупать бонусы и нанимать новые классы бойцов (изначально в распоряжении игрока и компьютера только классы обычных стрелков и пилотов). Также на эти «деньги» можно строить новые флотилии. Это напоминает игру в Master of Orion. Если флот игрока переходит к системе, находящейся под контролем врага (красные точки), игрок должен выиграть битву на поверхности главной планеты этой системы в режиме шутера. Если два флота сходятся в одной точке (принадлежащей игроку, противнику или нейтральной), происходит космическая битва. Если эта битва идёт над планетой противника и игрок одерживает победу, следующим ходом будет битва за саму эту планету на её поверхности. Стоит также упомянуть, что такие локации как Тантив IV, дворец Джаббы Хатта на Татуине и Звезда Смерти отсутствуют в данном режиме.

#### Быстрая схватка
«Быстрая схватка» (англ. Instant Action) — игрок может выбрать те карты, которые он желает пройти, в произвольном порядке. Кроме того, для каждой карты доступны различные категории битв. На картах планетарных битв доступны категории: «Завоевание» (англ. Conquest), «Захват флага» (англ. Capture the Flag), «Охота» (англ. Hunt), «Битва-XL» (англ. XL). Для большинства карт доступны не все категории, а лишь «Завоевание» и «Захват флага». На картах космических битв доступны категории: «Нападение» (англ. Assault) и «Захват флага». Лишь одна планетарная карта — карта «Мос Айсли» — имеет категорию «Нападение», где в подарок игрокам создатели игры устроили битву между всеми героями и злодеями. Каждую категорию битв можно настроить в соответствии с желаниями игрока. Некоторые модификации добавляют новые режимы.

#### Challenges
Так как в PSP-версии игры нет режима «Кампании», был создан режим Challenges. Он включает 3 миникампании: «Rebel Raider» (игра за повстанцев), «Imperial Enforcer» (игра за империю) и «Rogue Assasin» (игра за имперских дезертиров). В каждой кампании по 4 миссии.

### Многопользовательский режим
Этот режим идентичен варианту «Быстрая схватка» в однопользовательском режиме, только вместе с компьютерным разумом (или вместо него) игроку будут помогать и противостоять другие люди. Также можно играть через интернет.

## Игровые карты
Игровые действия происходят в ограниченном пространстве (разумеется, виртуальном). Это пространство и является полем битвы, называемым также «игровой картой» (или просто «карта»).
В данной игре игровые карты подразделяются на планетарные и космические.

#### Планетарные карты

Пример планетарной битвы

Все планетарные карты называются также «наземными», так как в основном происходят на поверхности различных планет. Отличительной особенностью таких карт является невозможность выхода в космическое пространство.
Основной целью большинства планетарных битв (исключая битвы в варианте «Кампания») является захват всех командных постов (специальных точек на карте, в районе которых происходит высадка войск) и (или) истребление всех бойцов противника. В категориях «Захват флага» варианта «Быстрая схватка» целью является, соответственно, флаг. Его нужно доставить в определённое место определённое число раз. Существует также вариация «Захвата флага», в которой есть два флага: один принадлежит одной стороне, другой — противнику. Цель — доставить флаг противника в определённое место определённое число раз и помешать другой стороне сделать то же самое. Побеждает та сторона, которая первой выполнит задание. В категории «Битва-XL» командные посты захватывать нельзя, а цель — первым убить определённое число вражеских бойцов. В категории «Охота» обычно сражаются стороны, которые в других вариантах и категориях битв игроку не доступны. Они сражаются либо друг с другом (например, джавы против рэйдеров Таскен) или против одной из «обычных» армий (например, вампа (англ. Wampa) против повстанцев).

#### Космические карты

Пример космической битвы

Карты для космических битв отличаются от планетарных отсутствием «твёрдой» поверхности, кроме внутренних помещений космических кораблей. Передвижение по остальной части карты возможно только в летательном аппарате с непременным выходом в космическое пространство, где и происходит основная битва.
Цель космической битвы в большинстве случаев — набрать определённое количество очков раньше противника. Сделать это можно, расстреливая вражеские истребители, а также уничтожая критические системы крейсера и фрегат(ы). Во время прохождения кампании цели космических битв устанавливаются в соответствии со сценарием. В варианте быстрой схватки и в многопользовательском режиме цели битвы зависят от категории («нападение» или «захват флага»).
В зависимости от варианта игры битва в космосе может происходить либо на орбите одной из планет, либо в межзвёздном пространстве.

## Классы бойцов
Создатели игры предусмотрели шесть стандартных классов: четыре для наземных битв и два для космосражений (эти классы есть во всех армиях) и по два, уникальных для каждой армии.

#### Стандартные классы
I. Для наземных битв
- Солдат (англ. Rifleman) — эффективен на средних и дальних дистанциях. Вооружение: автоматическая винтовка, бластер и 4 гранаты.(Супер боевой дроид вместо гранат имеет мини-ракетницу). Имеет среднюю скорость передвижения и средний запас здоровья.
- Ракетчик (англ. Rocketeer) —  юнит для уничтожение техники. В его арсенале находится самонаводящаяся ракетница, бластер, мины и 2 гранаты. Медлителен, но обладает высоким запасом здоровья.
- Снайпер (англ. Sniper) — специалист по истреблению врагов на дальних дистанциях, для чего использует снайперскую винтовку. Также снабжён бластером и 2 гранатами. Способен поставить турель, стреляющую по врагам. Высокая скорость передвижения позволяет быстрее других бегать и дальше прыгать, однако снайпер имеет низкий запас здоровья.
- Инженер (англ. Engineer) — специализируется на поддержке своей команды. Имеет дробовик, резак для починки (и взлома) техники, пакет аптечек и бомбу с детонатором. Имеет среднюю скорость передвижения и средний запас здоровья.

II. Для космических сражений
Эти классы доступны только в космических баталиях. Первые четыре класса, описанные выше, в этих битвах не участвуют. Таким образом, в космосе доступны только два нижеследующих класса:
- Пилот (англ. Pilot) — может пилотировать небольшие истребители, бомбардировщики и десантные корабли. При его использовании летательный аппарат медленно авторемонтируется. Имеет бластер, резак для починки и бомбы, взрывающиеся через 5 секунд после установки.
- Морпех (англ. Marine) — тяжёлый солдат, специализирующийся на уничтожении крупных кораблей изнутри. Для борьбы с вражеским экипажем использует автоматическую винтовку, ракетницу и гранаты. Медлителен, но вынослив аналогично ракетчику. Так же может пилотировать все то же, что и пилот, но не имеет возможности производить ремонт.

#### Особые классы
Особые классы бойцов усиливают огневую и функциональную мощь армии, вносят разнообразие в возможности борющихся сторон. Специальные классы бойцов подразделяются на два подкласса: командиры отрядов (офицеры) и бойцы специального назначения (элита). Бойцы особых классов более ценны, поэтому возможность играть ими нужно заработать, набрав определённое количество очков за одну жизнь (см. ниже).
Особый класс 1. Командиры
Этот класс становится доступным при наборе 8 и более очков.
В режиме «Кампания» доступен лишь на некоторых игровых картах (в соответствии с заранее прописанным создателями сценарием). В режиме «Захват Галактики» этот класс нужно покупать за 1800 кредитов прежде чем он станет доступным для игрока.
Особый класс 1 — это отряд бойцов более «опытных», чем обычные солдаты. Они оснащены более мощным вооружением и в игре им отводится роль командиров (офицеров) отрядов. Но главной их особенностью являются способности (бонусы), которые усиливают боевые качества товарищей или ослабляют противника. Действие этих способностей ограничено по времени, радиусу поражения и расходуются они как боеприпас.
- Клон-командир (англ. Clone Commander) — клон, вооружённый скорострельным пулемётом, который способен вести шквальный огонь на малых и средних дистанциях. Дополнительным оружием является бластер. Имеет в запасе управляемого дистанционно развед-дроида и бонус улучшения защиты для союзников. Медлителен, но обладает высоким уровнем здоровья.
- Магнастраж (англ. IG-100 MagnaGuard) — охранник Генерала Гривуса — дроид, вооружённый ракетомётом с самонаводящимися снарядами и гранатомётом. Так же снабжён развед-дроидом. Единственный юнит, который не имеет в качестве бонуса дружественной поддержки. Вместо неё обладает способностью распылять токсичный яд, который медленно убивает поражённых врагов.
- Имперский офицер (англ. Imperial Officer) — закалённые в боях солдаты, командующие войсками Империи. Вооружены модифицированным звуковым бластером Джеонозийцев. В качестве второго оружия офицер использует гранатомёт. Для поддержки союзников использует бонус увеличения урона. Помимо прочего снабжены развед-дроидом для тактических задач. Уровень здоровья и подвижность аналогичны обычным солдатам.
- Ботанский шпион (англ. Bothan Spy ) — лучшие шпионы Альянса с уникальными вооружением: винтовкой, способной сжечь врага с близкого расстояния за пару секунд. Шпион также может входить в режим невидимости, которая измеряется шкалой энергии. В качестве бонуса использует бомбы с таймером обратного отсчёта и способность регенерации дружественных сил. Не имеет при себе развед-дроида и обладает низким уровнем здоровья в совокупности быстрой подвижностью.

Особый класс 2. Элитные отряды
Становится доступен после получения 12 и более очков.
В режиме «Кампания» доступен лишь на некоторых игровых картах (в соответствии с заранее прописанным создателями сценарием), в режиме «Захват Галактики» этот класс также необходимо нанять за 1800 кредитов.
Этих бойцов можно назвать отрядом специального назначения, которое заключается в особой поддержке основных сил, выполнении специальных задач. В каждой армии есть свой тип бойцов этого класса и они не имеют ничего общего друг с другом: каждый имеет абсолютно уникальное оружие и неповторимые возможности.
- Реактивный солдат-клон (англ. Jet Trooper) — десантная пехота Галактической Республики, имеющая при себе джет-пак, позволяющий летать в течение некоторого времени. Джет-пак позволяет забираться в труднодоступные участки карты для тактического преимущества над противником. Вооружены мощным EMP-ракетомётом, стреляющим по 2 снаряда и скорострельным бластером коммандосов. Подвижны и проворливы аналогично снайперу, но с небольшим запасом здоровья.
- Дроидека (англ. Droideka) — один из самых смертоносных и уникальных дроидов Конфедерации Независимых Систем. В режиме шара уязвим для вражеского огня, но способен быстрее других пересекать поле боя, а в режиме спринта сбивать юнитов с ног. В развёрнутом состоянии представляет собой мини-танк: дроидека обладает энерго-щитом и двумя скорострельными бластерами, способными уничтожить целый отряд врагов. Щит использует отдельную и восполняемую полосу энергии, по окончании которой дроидека становится уязвим для врагов. В боевом режиме медлителен и неповоротлив.
- Тёмный солдат (англ. Dark trooper) — элитные подразделения Имперских сил, имеющие при себе уникальный джет-пак, позволяющий совершать прыжки и быстро пересекать целую карту. Вооружены скорострельным бластером-коммандосов и специальной винтовкой, стреляющей мощными электрическими импульсами. Импульс способен при скоплении энергии поразить несколько целей одновременно и не требует точного прицеливания на врага. Кроме того, выстрелы винтовки не блокируются световым мечом. Низкий уровень здоровья тёмных солдат компенсируется быстрой подвижностью.
- Воин вуки (англ. Wookiee Warrior) — грозные воины с Кашиика на службе у Альянса повстанцев. Вуки экипированы мощным вооружением: арбалетом с несколькими режимами стрельбы, гранатами и гранатомётом. Так же имеют при себе развед-дроида. Воины вуки крайне выносливы — имеют больше здоровья чем ракетчики, что даёт им возможность выживать при взрывах нескольких гранат и переживать выстрелы импульсных винтовок. Медлительны и неповоротливы.

## Герои и злодеи
Герои и злодеи (англ.  Heroes & Villains) являются специальным (бонусным) классом бойцов. Все они взяты из серии фильмов «Звёздные войны», поэтому в данной статье для упрощения они будут называться «персонажами». В игре им отдана особая миссия: мощнейшая силовая поддержка основных сил. Они играют своего рода роль шахматного ферзя. Персонажам даются более мощные виды оружия, примерно вдвое большее количество здоровья, многие обладают специальными навыками. Большую часть персонажей составляют джедаи и ситхи. И джедаи, и ситхи владеют Силой и пользуются световыми мечами (англ. Lightsaber). Исключение составляет лишь генерал Гривус, который тоже использует мечи, но Силой не владеет. В игре герои, в числе которых и джедаи, борются на стороне Галактической Республики и Альянса повстанцев. Злодеи, соответственно (в том числе и ситхи), выступают на стороне Конфедерации Независимых Систем и Галактической Империи.
Сила, которой пользуются джедаи и ситхи, даёт им возможность высоко прыгать, очень быстро бегать и воздействовать на других бойцов: Толчком Силы (англ. Force push), Притяжением Силы (англ. Force Pull), Удушением Силы (англ. Force Choke) и Молнией Силы (англ. Force Lightning). Также многие джедаи и ситхи умеют метать световой меч на манер бумеранга (англ. Saber throw).
Доступность героев и злодеев в разных режимах игры зависит от разных обстоятельств: в варианте игры «Кампания» герои и злодеи становятся доступны лишь в момент, заранее определённый сценарием. В варианте «Захвата галактики» персонажи доступны в качестве бонуса, который нужно купить и активировать перед боем. В варианте «Быстрого боя» и многопользовательском режиме можно поиграть персонажем, набрав заранее установленное в настройках игры количество баллов в течение одной игровой жизни. Герои и злодеи не могут принимать участие в космических битвах. Однако сам компьютерный соперник в режимах «Захвата галактики» и «Быстрого боя» не использует со своей стороны ни героев, ни злодеев, что может дать игроку некоторое преимущество. Чтобы компьютерный игрок всё-таки мог использовать героев и злодеев, сторонними разработчиками была создана небольшая модификация, которую можно найти на некоторых сайтах, посвящённых играм и дополнениям к ним.
В каждой битве могут участвовать лишь по одному герою и злодею, причём кто именно будет помогать своей армии зависит от места, где происходит битва: каждый герой и злодей как бы закреплён за определённой картой.
Исключением является лишь карта «Татуин: Мос-Эйсли» в категории «нападение», где все герои сражаются против всех злодеев
| Список героев и злодеев                                   | Список героев и злодеев                                         | Список героев и злодеев                                        | Список героев и злодеев                                    |
| --------------------------------------------------------- | --------------------------------------------------------------- | -------------------------------------------------------------- | ---------------------------------------------------------- |
| Герои                                                     | Герои                                                           | Злодеи                                                         | Злодеи                                                     |
| Галактическая Республика                                  | Альянс Повстанцев                                               | Конфедерация Независимых Систем                                | Галактическая Империя                                      |
| Магистр Йода                                              | Магистр Йода                                                    | Граф Дуку                                                      | Дарт Вейдер                                                |
| Оби-Ван-Кеноби                                            | Оби-Ван-Кеноби                                                  | Дарт Мол                                                       | Император                                                  |
| Мейс Винду                                                | Принцесса Лея                                                   | Джанго Фетт                                                    | Боба Фетт                                                  |
| Энакин Скайуокер (только в кампании на Корусанте)         | Люк Скайуокер (на Хоте доступен уникальный образ в виде пилота) | Дарт Сидиус (только на Звезде Смерти в режиме «Conquest»)      | Энакин Скайуокер (только на Мустафаре в режиме «Conquest») |
| Ки-Ади-Мунди                                              | Хан Соло                                                        | Генерал Гривус                                                 |                                                            |
| Эйла Секура                                               | Чубакка                                                         | Асажж Вентресс (DLC для Xbox, на PC только в виде модификаций) |                                                            |
| Кит Фисто (DLC для Xbox, на PC только в виде модификаций) | Королева Набу (только на Набу в режиме «Охота»)                 | Асажж Вентресс (DLC для Xbox, на PC только в виде модификаций) |                                                            |

### Роли озвучивали
- Мэт Лукас — Энакин Скайуокер
- Джеймс Арнольд Тэйлор — молодой Оби-Ван Кеноби
- Том Кейн — Йода / имперский офицер
- Терренс Карсон — Мейс Винду
- Рейчел Риинстру — Эйла Секура
- Боб Берген — Люк Скайуокер
- Джойс Курц — Лея Органа-Соло
- Лекс Лэнг — Хан Соло / пехотинец Империи
- Скотт Лоуренс — Дарт Вейдер
- Ник Джеймсон — Дарт Сидиус / офицер Альянса повстанцев
- Кори Бёртон — граф Дуку / имперский офицер / Ки-Ади-Мунди
- Мэттью Вуд — генерал Гривус
- Дэвид Коллинс — боевые дроиды / сигнал тревоги дроидов
- Дэвид Боут — пехотинец армии Республики
- Денни Делк — голос офицера-клона в тренировочной миссии
- Стивен Стэнтон — Дарт Мол / старый Оби-Ван Кеноби / офицер Альянса повстанцев
- Джейми Гловер — генерал Максимилиан Вирс / имперский офицер / мофф
- Темуэра Моррисон — Джанго Фетт / Боба Фетт / офицер армии Республики / солдат-клон в отставке
- Джонатан Кук — офицер армии Республики / имперский гвардеец
- Тимоти Омундсон — пехотинец Альянса повстанцев / командир армии Альянса повстанцев
- Кристина Рамбли — женская пехота Альянса повстанцев

## Техника
На многих картах есть возможность подкрепить армию танками и иными боевыми машинами.  Вся представленная в игре техника делится на наземную и космическую.
Каждая армия имеет свои виды техники. Однако это не запрещает бойцам использовать технику врага. Если в машине сидят товарищи по команде, игрок всегда может в неё сесть (если все места заняты, один из уже сидящих там солдат автоматически высаживается, а игрок занимает его место). Если в машине сидят враги, игрок не сможет ею воспользоваться, исключением является класс «инженер», обладающий способностью принудительно высадить вражеский экипаж из машины, а также некоторые герои (Хан Соло, Чубакка).
Многоместной машиной может пользоваться экипаж, состоящий из бойцов одной и той же армии (солдаты обеих противоборствующих сторон не могут использовать такую технику совместно). Некоторые машины являются мобильными командными постами (точками, в районе которых происходит высадка солдат на поле боя), они всегда принадлежат только одной из сторон и могут использоваться лишь её бойцами

## Загружаемый контент
19 декабря 2005 года LucasArts выпустила первый из двух DLC для Xbox-версии Battlefront II. Бесплатный контент добавил новый режим Hero Assault на Кашиик. Ещё одно DLC для Xbox стало доступно 31 января 2006 года, в которой были добавлены два новых героя: Кит Фисто и Асажж Вентресс, а также четыре карты из оригинальной Star Wars: Battlefront: Явин 4: Арена, Беспин: облачный город, гавань Рен Вар и крепость Рен Вар. Кроме того, режимы Hero Assault также были добавлены на Корусант, Майгито и Набу. В данный момент покупка DLC больше не доступна, поскольку серверы Xbox Live были закрыты 15 апреля 2010 года. Пользователи PC-версии игры могут загрузить себе все выпущенные DLC посредством загрузки пользовательских модификаций.

## Поддержка игрового сообщества
В 2005 году компания LucasArts разработала специальный пакет инструментов (ModTools), позволяющий игрокам создавать собственные карты и сценарии «с нуля». Этот пакет распространяется бесплатно через сеть Интернет. С момента его выхода фанатами было созданное огромное количество модификаций с новыми картами, юнитами и прочими изменениями, которые дополняют или же видоизменяющих игровой процесс. Наиболее популярным ресурсом для модификаций является Mod DB.

## Оценки и награды
| Сводный рейтинг       | Сводный рейтинг | Сводный рейтинг | Сводный рейтинг | Сводный рейтинг |
| Издание               | Оценка          | Оценка          | Оценка          | Оценка          |
| Издание               | PC              | PS2             | PSP             | Xbox            |
| --------------------- | --------------- | --------------- | --------------- | --------------- |
| GameRankings          | 75,00 %         | 84,39 %         | 70,93 %         | 83,74 %         |
| Metacritic            | 78/100          | 84/100          | 69/100          | 83/100          |
| Иноязычные издания    |                 |                 |                 |                 |
| Издание               | Оценка          | Оценка          | Оценка          | Оценка          |
| Издание               | PC              | PS2             | PSP             | Xbox            |
| GameSpot              | 7,8/10          | 8,1/10          | 6,8/10          | 8,1/10          |
| IGN                   | 7,0/10          | 7,0/10          | 7,8/10          | 7,0/10          |
| Русскоязычные издания |                 |                 |                 |                 |
| Издание               | Оценка          | Оценка          | Оценка          | Оценка          |
| Издание               | PC              | PS2             | PSP             | Xbox            |
| Absolute Games        | 59 %            | N/A             | N/A             | N/A             |
| PlayGround.ru         | 7,0             | N/A             | N/A             | N/A             |
| «Игромания»           | 7,0             | N/A             | N/A             | N/A             |
| «Страна игр»          | 7,5             | N/A             | N/A             | N/A             |
| «Виртуальные радости» | 7/10            | N/A             | N/A             | N/A             |

В целом игру приняли положительно. Самые высокие оценки получила версия для PlayStation 2 — 84,39 % от GameRankings и 84/100 на Metacritic. Версия Xbox получила 83,74 % от GameRankings и 83/100 на Metacritic. PC- и PSP-версии получили оценки чуть ниже: 75,00 % и 78/100 для PC и 70,93 % и 69/100 для PSP на Gamerankings и Metacritic, соответственно.
Рецензенты отметили более увлекательную сюжетную линию одиночной игры, улучшение ИИ противников и новые разнообразные цели миссий. Сайт Computer and Video Games утверждает, что усиление одиночной кампании бросает хороший вызов игрокам. Журналисты Gamespot похвалили включение в игру долгожданных космических сражений, но отметили, что игра за джедаев, хоть и хорошо выглядит на бумаге, но не такая эпичная как ожидалось. Game Revolution утверждает, что если бы не мультиплеер, то одиночная кампания не стоит того, чтобы покупать игру. В обзоре на IGN автор пишет, что игра страдает от проблем, оставшихся от первого Battlefront, таких как отсутствие сложного ИИ у персонажей в режиме одиночной игры — управляемые компьютером противники и союзники, как правило, бегут сломя голову прямо под выстрелы, падают с уступов и застревают в стенах. Авторы статьи на X-Play поставили игре 4 из 5, но раскритиковали онлайн-мультиплеер.
Некоторые российские игровые порталы, такие как Absolute Games, подвергли эту игру критике. Основные нарекания вызвали сюжет, графика и поведение искусственного интеллекта. Однако существуют и более позитивные рецензии. Встречаются и рецензии, почти противоположные негативным
Игра заняла 6 место по числу продаж в 2005 году по оценке NPD Group.
Battlefront II была второй наиболее популярной игрой на Xbox в 2007, третьей в 2008 и снова второй в 2009.